# Globe de cristal (luge)
Pour les articles homonymes, voir Globe de cristal.
Le globe de cristal est une distinction sportive décernée en luge aux vainqueurs du classement général de Coupe du monde. Le trophée est remis après l'ultime épreuve de la saison, puisque ces récompenses sont offertes aux sportifs qui ont accumulé le plus de points course après course et terminent donc en tête des classements ainsi établis. Il arrive cependant qu'un lugeur particulièrement dominateur dans sa discipline, soit assuré de remporter le trophée bien avant la fin de la saison.

## Records
Record de titres chez les hommes  :  Armin Zöggeler et  Markus Prock  avec 10 gros globes de cristal chacun. 

Record de titres chez les femmes  :  Natalie Geisenberger avec 8 gros globes de cristal.

Record de titres en doubles  :  Raffl/Zöggeler avec 8 gros globes de cristal.